# Штерненфельс
Штерненфельс (нім. Sternenfels) — громада в Німеччині, знаходиться в землі Баден-Вюртемберг. Підпорядковується адміністративному округу Карлсруе. Входить до складу району Енц.
Площа — 17,32 км2. Населення становить 2821 ос. (станом на 31 грудня 2020).